# 林秋錦
林秋錦（英語：LIN Qiu-Jin；1909年11月1日—2000年2月8日），台灣女高音聲樂家、音樂教育家，曾任教於臺南市長榮高等女學校（簡稱長榮女中，今長榮女子高級中學）音樂科、臺灣省立師範學院（今國立臺灣師範大學）音樂系、臺南家政專科學校（今臺南應用科技大學）音樂科等，培育音樂人才50年；並曾創辦長榮女中合唱團、成立「台北聲樂研究會」，致力於聲樂表演與人才培育。

## 生平
林秋錦出生於臺南，父親林毓奇、母親顏鳳儀皆為基督教傳教士，林秋錦自幼受教會音樂薰陶，篤信基督教。1922年進入臺南長老教會創辦的長榮女中就讀，立志成為聲樂家；1929年考入日本中野私立「日本音樂學校（Nihon Ongaku Gakko，今有明教育藝術短期大學）」，主修聲樂、副修鋼琴，1933年受學校推薦於日本報社《讀賣新聞》主辦的樂壇新秀音樂會演出，畢業後返臺擔任長榮女中音樂科主任，並創辦合唱團。
1934年與留日學生江文也、陳泗治、高慈美、李金土等人，組成「鄉土訪問團」，於臺灣舉辦「鄉土訪問大演奏會」巡迴演出七場次，隔年參與「震災義捐音樂會」，在臺灣各地演出三十七場次，除進行公益募款外，亦推動欣賞與學習西洋音樂的新興風氣。
1946年擔任臺灣省立交響樂團（今國立臺灣交響樂團）合唱隊隊長兼特約歌唱家，隨團巡迴臺灣各地表演；1948年成立「台北聲樂研究會」；1951年進入臺灣省立師範學院音樂系執教，而後經常與同儕小提琴家戴粹倫、鋼琴家張彩湘…等人共同舉辦音樂會；1977年擔任臺南家政專科學校教授兼音樂科主任；另曾於私立淡江中學、政工幹部學校（今國防大學政治作戰學院）音樂科、中國文化學院（今中國文化大學）音樂系兼課。聲樂家董蘭芬、陳明律、金慶雲、劉塞雲、楊冬春、任蓉、李靜美、范宇文等人，都是她在臺灣師範大學的學生。行政院文化建設委員會（今文化部）前主委申學庸也曾得到她聲樂上的指導。1983年自學校正式退休後，從事社會樂教。
1998年10月25日《中國時報》文化藝術版，以〈首位台灣本土女高音 林秋錦即將歡度九十大壽〉作為頭條新聞進行報導。1999年因心臟病住院治療，2000年2月8日病逝於高雄民生醫院，總統府頒布「褒揚令」篤念耆賢。

## 主要執教歷程
- 1933至1946年任教於長榮女中音樂科、創辦合唱團。
- 1951至1983年任教於臺灣省立師範學院（今國立臺灣師範大學）音樂系。
- 1977至1982年擔任臺南家政專科學校教授兼音樂科主任[2]。

## 著作
- 《聲樂的研究》（1963）[8]
- 《古典意大利歌曲演唱法之研究》（1963）[9]
- 《初級中學音樂科課本》第二冊至第六冊（1964，與張彩湘合編）[10]